# Margaret Murnane
Margaret Murnane, född 1959, är en irländsk professor i fysik.
Murnane är verksam vid University of Colorado Boulder. Hon är en internationellt ledande expert inom ultrasnabb kvantoptik med inriktning mot övertonsgenerering med laserljus, så kallad high harmonic generation. Dessa laserliknande strålar av ljus används för att spela in atomernas rörelser under pågående kemiska reaktioner.